# Frederik von Stöcken

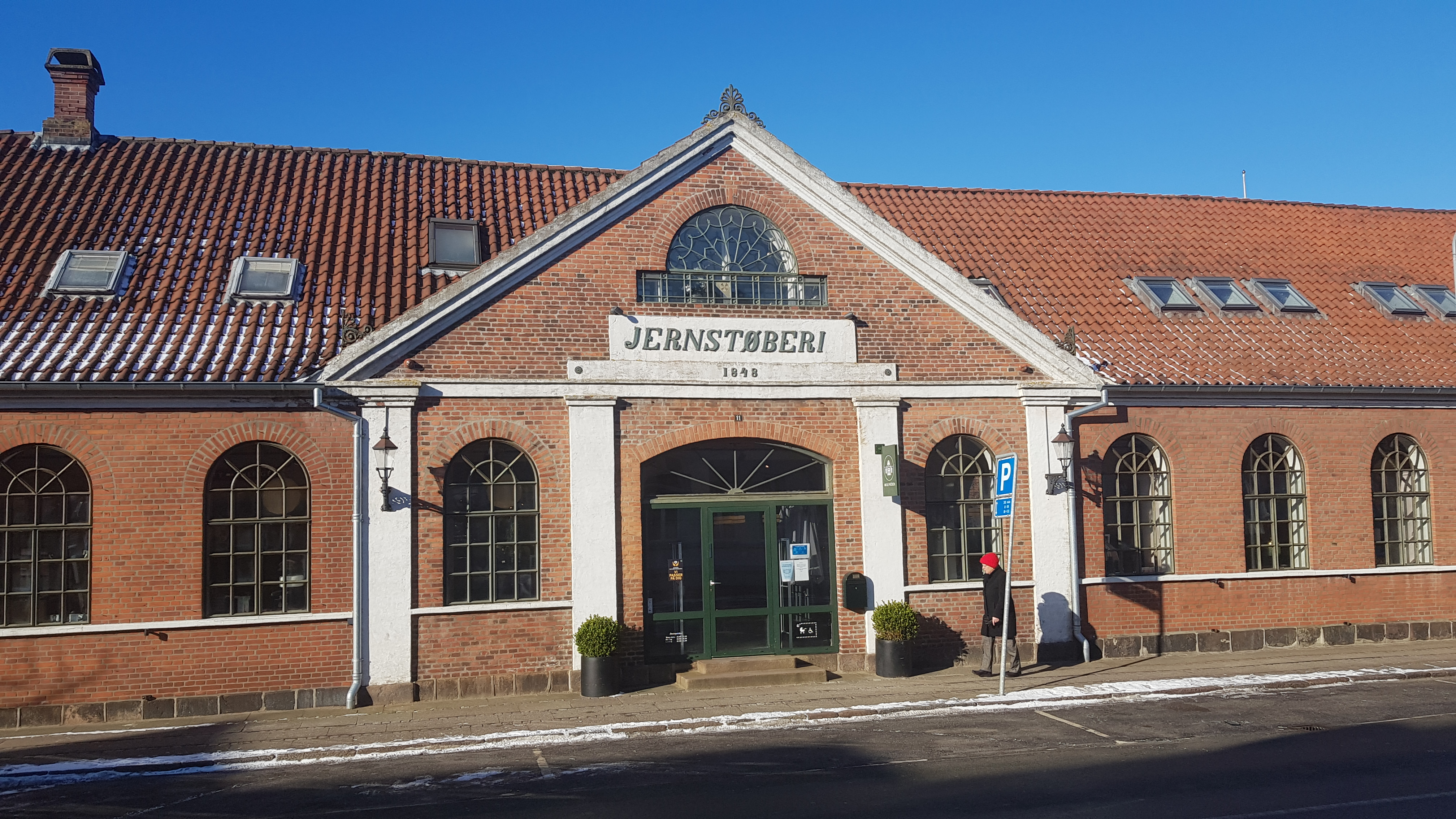
Eingang des Gießereigebäudes von 1848

Frederik Hansen von Stöcken (* 9. November 1796 in Seest; † 14. August 1868 in Ribe, Dänemark) war ein dänischer Apotheker, Unternehmer und Politiker (De Nationalliberale).

## Leben
Frederik von Stöcken war der Sohn eines Zollbeamten und absolvierte seine Lehrzeit in der Svaneapoteke in Viborg. Nach dem Tode des Apothekers Eilschou wurde er 1830 in der Löwen-Apotheke in Ribe angestellt. Am 31. Dezember 1831 heiratete er die acht Jahre ältere Witwe Ane Mie Eilschou und erhielt die Erlaubnis, die Apotheke zu führen.
Im Jahr 1848 gründete Stöcken das Unternehmen Ribe Jernindustri und ließ an der Saltgade eine Eisengießerei (dänisch Jernstøberi) errichten. Der Gießer Jens Axelsen führte das Unternehmen erfolgreich. Im Jahr 1849 produzierten elf Arbeiter und zehn Tagelöhner 153.000 Pfund Gusseisen. Anfang 1855 geriet die Firma in ernsthafte Probleme, da es nicht möglich war, Roheisen aus England zu beziehen. Stöcken zahlte Axelsen und Bjelke, die einen kleinen Anteil am Unternehmen hielten, aus und übernahm die Leitung als Alleineigentümer. Am 1. Mai 1855 erhielt er ein königliches Privileg als Eisengießer.

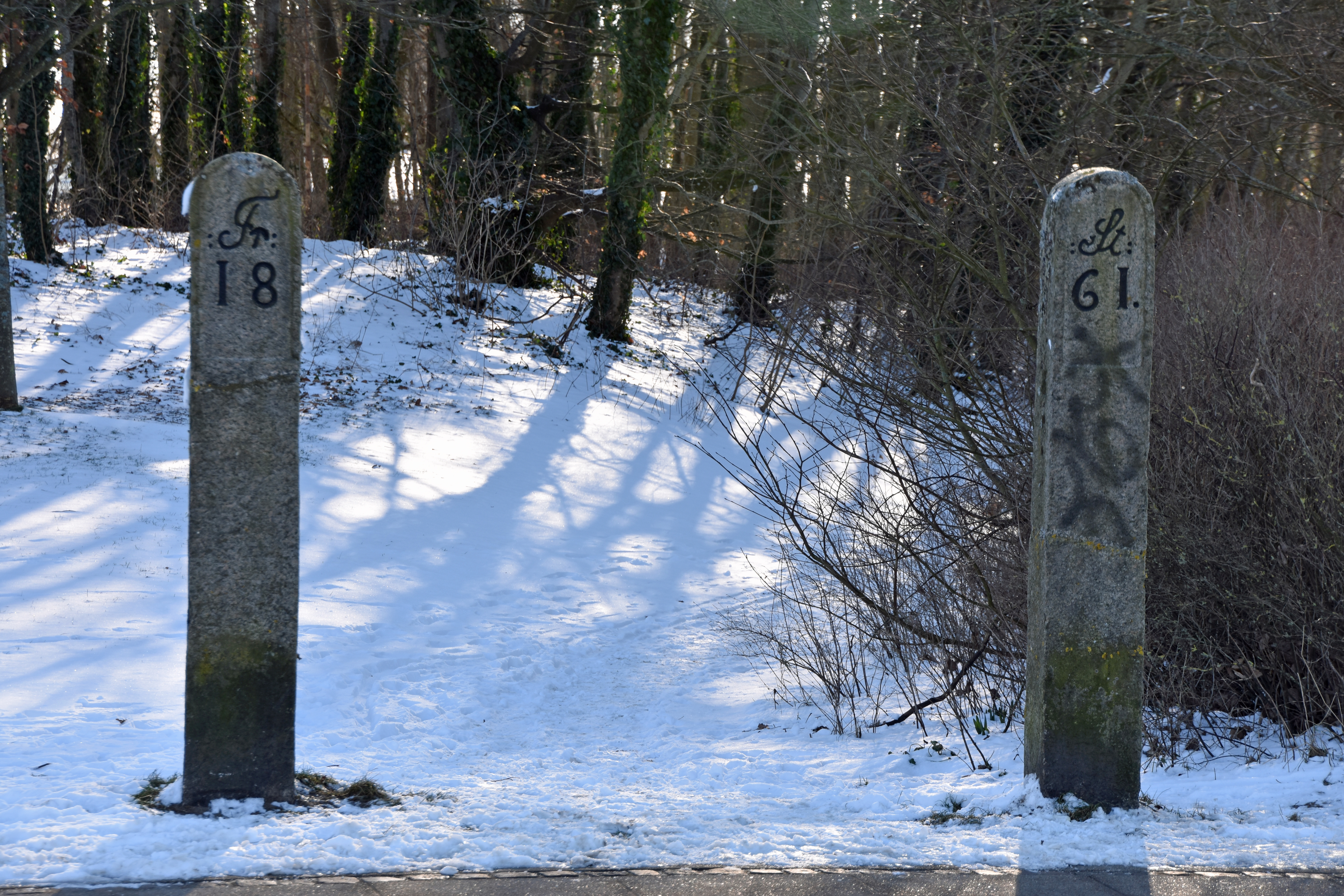
Weg nach Ribelund, die Stelen sind markiert: Fr St 1861

Die Gießerei wurde seine Hauptbeschäftigung, als er 1858 die Apotheke verkaufte. Der Deutsch-Dänische Krieg von 1864 traf das Unternehmen hart, da ein Großteil des Absatzgebiets wegfiel. Die Zahl der Stammarbeiter sank von 17 auf 10. Neben der Gießerei hatte von Stöcken noch „viele andere Eisen im Feuer“. Er initiierte zahlreiche Wirtschaftsinitiativen in der Region und war an 22 Schiffen beteiligt, von denen allerdings die Hälfte sank.
Stöcken war leidenschaftlicher Nationalliberaler und wurde von 1851 bis 1863 in den Landsting gewählt. Wie sein nationalliberales Vorbild Orla Lehmann setzte er sich für die seit 1848 bestehende konstitutionelle Monarchie ein. In Ribe gründete er 1855 das Versammlungshaus Klubben in der Nähe des Doms.

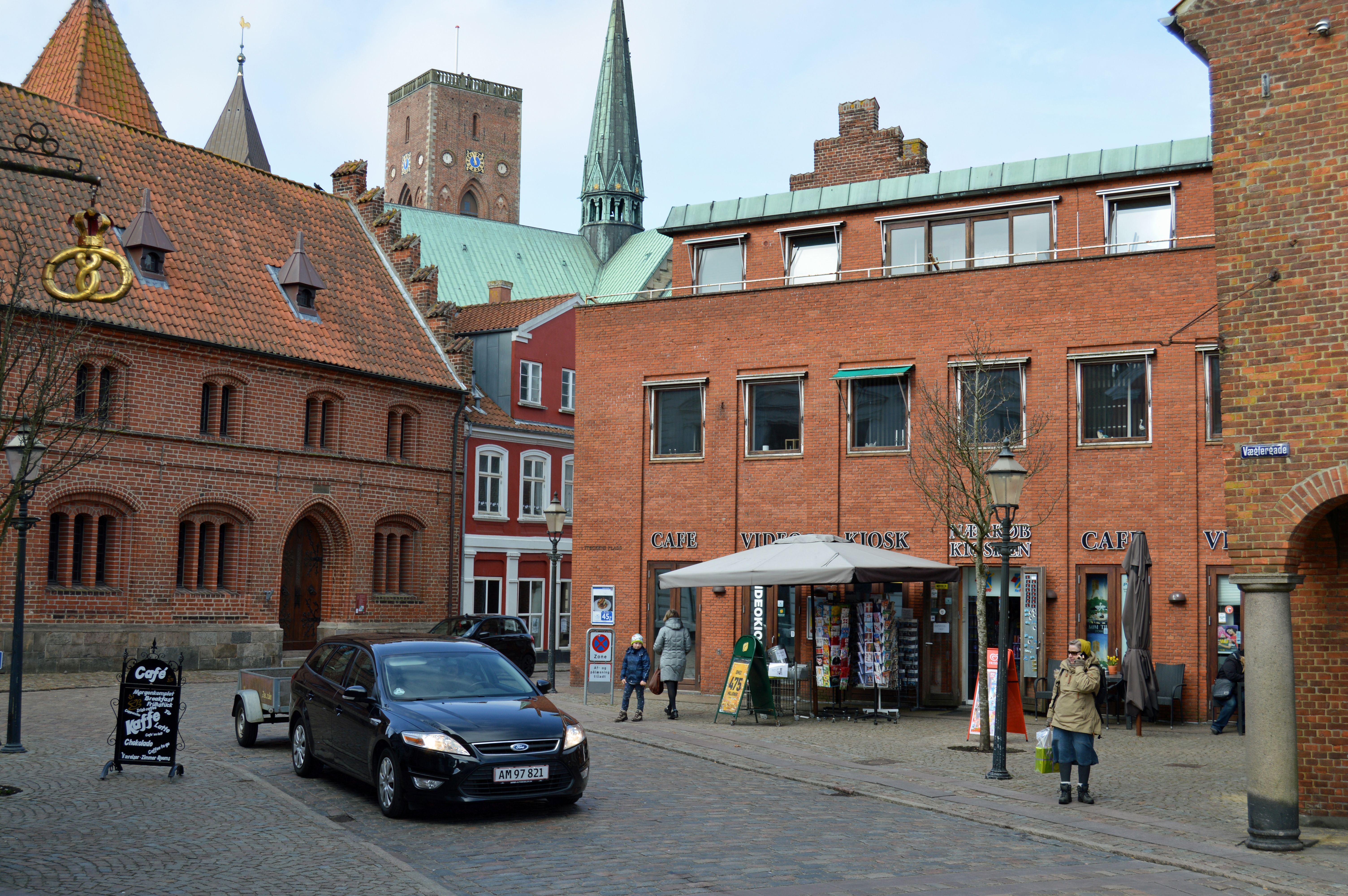
Von Støckens Plads in Ribe

Frederik von Stöcken wurde mit dem Titel Cancelliraad (Kanzleirat) und dem Ritterkreuz des Dannebrogordens ausgezeichnet. Er starb am 14. August 1868 und wurde an der Seite seiner Ehefrau Ane Mie, geborene Hansen (1788–1864) begraben. Sein Grabstein trägt die Inschrift: Herzliche Güte | Zuversichtliche Gottesfurcht | War seine Stärke im Leben | Sein Trost im Tod.
Die A/S Ribe Jernindustri ging 2018 in Konkurs. Nach ihrem Gründer ist der Von Støckens Plads benannt, an dem das Alte Rathaus (Det Gamle Rådhus) von Ribe steht.